# Aibo

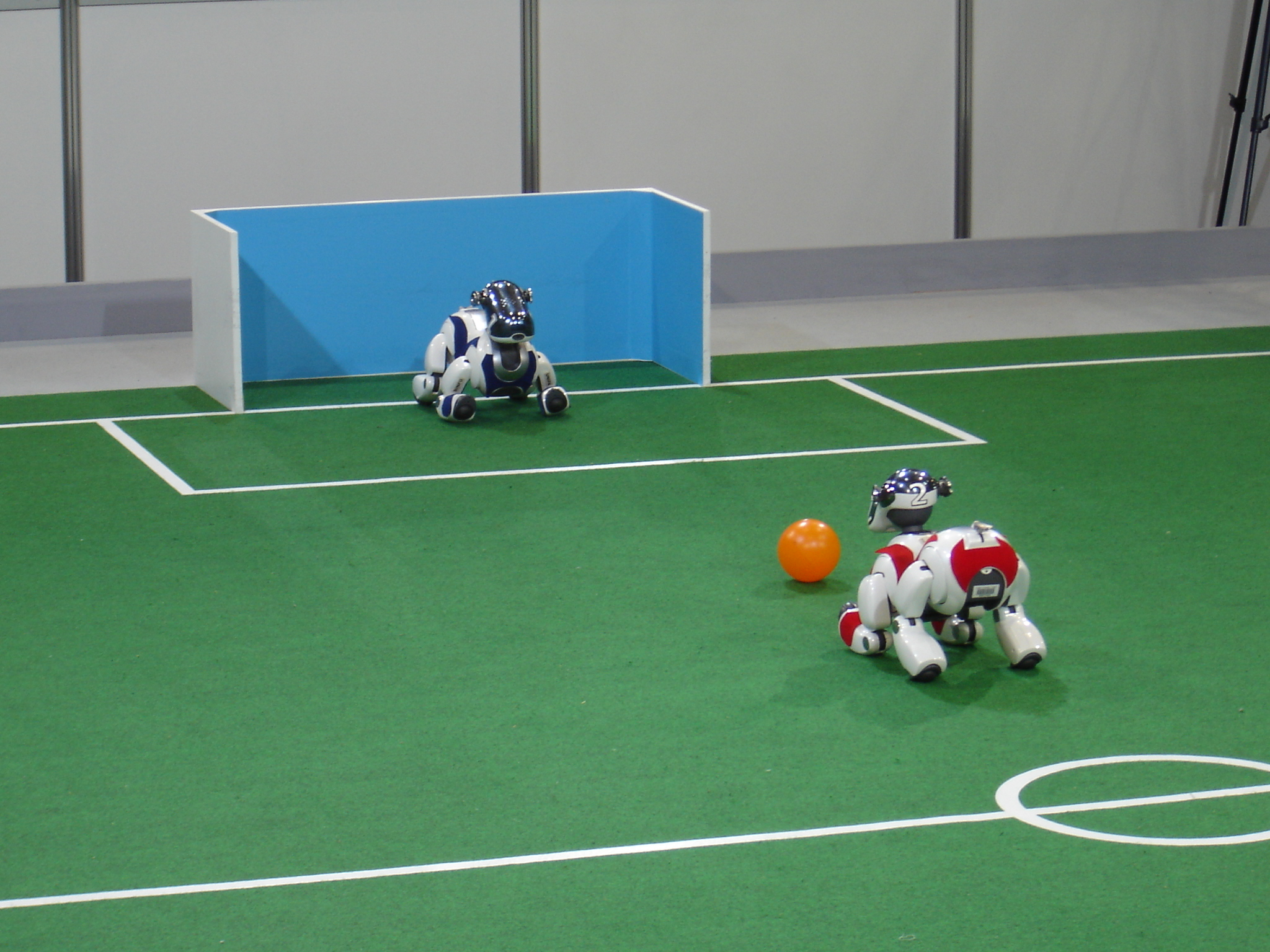
Deux robots AIBO s'affrontant dans un penalty.

Un AIBO (Artificial Intelligent Robot, homonyme de 相棒 du japonais "compagnon", "partenaire") est un chien robot de compagnie développé et commercialisé par Sony. Il voit le jour officiellement le 11 mai 1999.

Les AIBOs peuvent se déplacer, voir leur environnement et reconnaître des commandes vocales. Ils sont considérés comme étant des robots autonomes et peuvent apprendre et mûrir sous la conduite de leur propriétaire, par des stimuli provenant de leur environnement ou grâce à d'autres robots.

Par ailleurs, les AIBOs ont été conçus de façon à être caractériels et n'obéissent pas systématiquement aux ordres.

## Historique

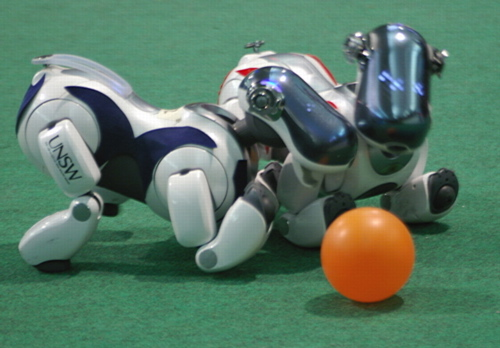

Les AIBOs ont été développés par le Computer Science Laboratory (CSL ou laboratoire de science informatique) de Sony. C'est sous l'impulsion du docteur Toshitada Doi que nait l'idée des AIBO lorsque celui-ci travailla avec Masahiro Fujita spécialiste et expert en intelligence artificielle, dès 1994. En 1997, Toshitada Doi lancera le Digital Creatures Lab au sein de Sony, sous l'impulsion du président de Sony, Nobuyuki Idei. Le tout premier prototype simiesque fut baptisé MUTANT : il est avant un outil de développement pour créer un robot quadrupède autonome. Il dispose de comportements repris pour AIBO (comme battre des mains, suivre une balle jaune, ou encore dormir). Dès 1998, les spécifications sont proches des AIBO de premières générations.
Sony commercialisa le modèle ERS-110 comme premier véritable robot de compagnie en juin 1999. 5 000 unités furent produites dont 3 000 étaient réservées au marché japonais (au prix de 250 000 yens). Ces dernières furent vendues en l'espace de 20 minutes. Les 2 000 autres unités étaient réservées aux USA, où elles furent écoulées en 4 jours.
De nombreuses mises à jour ont été proposées pour les AIBO, comme en 2003, où l'intelligence artificielle et la capacité de reconnaissance faciale des robots ont été améliorées, selon Nicolas Babin, directeur du département robotique de Sony de l'époque.
Le 3 mars 2007, Howard Stringer, successeur d'Idei à la tête de Sony, annonce en même temps que ses résultats financiers l'abandon de tout développement concernant ses robots Aibo et Qrio pour se recentrer sur des segments plus rentables. 150 000 Aibo ont été vendus au total en sept ans,.
Jusqu'en 2014, Sony propose un service de réparation des Aibo. La fin de ce service pousse des sociétés tierces à se lancer dans cette activité, l'une d'elles proposant même un service funéraire.
Le 1er novembre 2017, Sony annonce la reprise de la production de son robot pour le 11 janvier 2018, avec une nouvelle version améliorée, au prix de 198 000 yens. Cette nouvelle version proposera entre autres innovations une connexion au cloud, ainsi qu'un service de maintenance comme pour les précédentes versions.

## Modèles
Les différents types de modèles à ce jour sont les suivants (ils sont classés par génération en bas) :  ERS-110, ERS-111, ERS-210, ERS-210A, ERS-220, ERS-311\312, PUG ERS-31L, ERS-31B, ERS-7, Mind 1, Mind 2, Mind 3 et ERS-1000

### Première génération
- ERS-110[9] (juin 1999)
- ERS-111, apparu après ERS-110

### Deuxième génération
- ERS-210 (novembre 2000)
- ERS-210A Supercore (2001), une évolution du 210 avec du matériel plus rapide et une mémoire accrue, de nouvelles couleurs (résout aussi les problèmes hardware de DHS du 210 (tête qui tombe))
- ERS-220 (novembre 2001), même architecture que le 210A Supercore mais disposant d'un look beaucoup plus robot et disposant d'une lampe torche frontale
- ERS-311\312 (octobre 2001) modèle développé avec un souci économique - 2 personnalités différentes - aussi appelé LM (latte Macaron)
- PUG ERS-31L (modèle réservé aux US) marron au faciès type bouledogue
- ERS-31B (modèle réservé au Japon) modèle équipé du Bluetooth et disposant d'une fourrure en feutrine

### Troisième génération
- ERS-7 (septembre 2003)
- évolutions du software "MIND" au fil des ans apportant toujours plus de fonctionnalités. Ces logiciels sont compatibles avec tous les ERS-7.
- Mind 1
- Mind 2
- Mind 3 (septembre 2005)

### Quatrième génération
- ERS-1000 (janvier 2018), toute dernière génération